# Lebenswelt

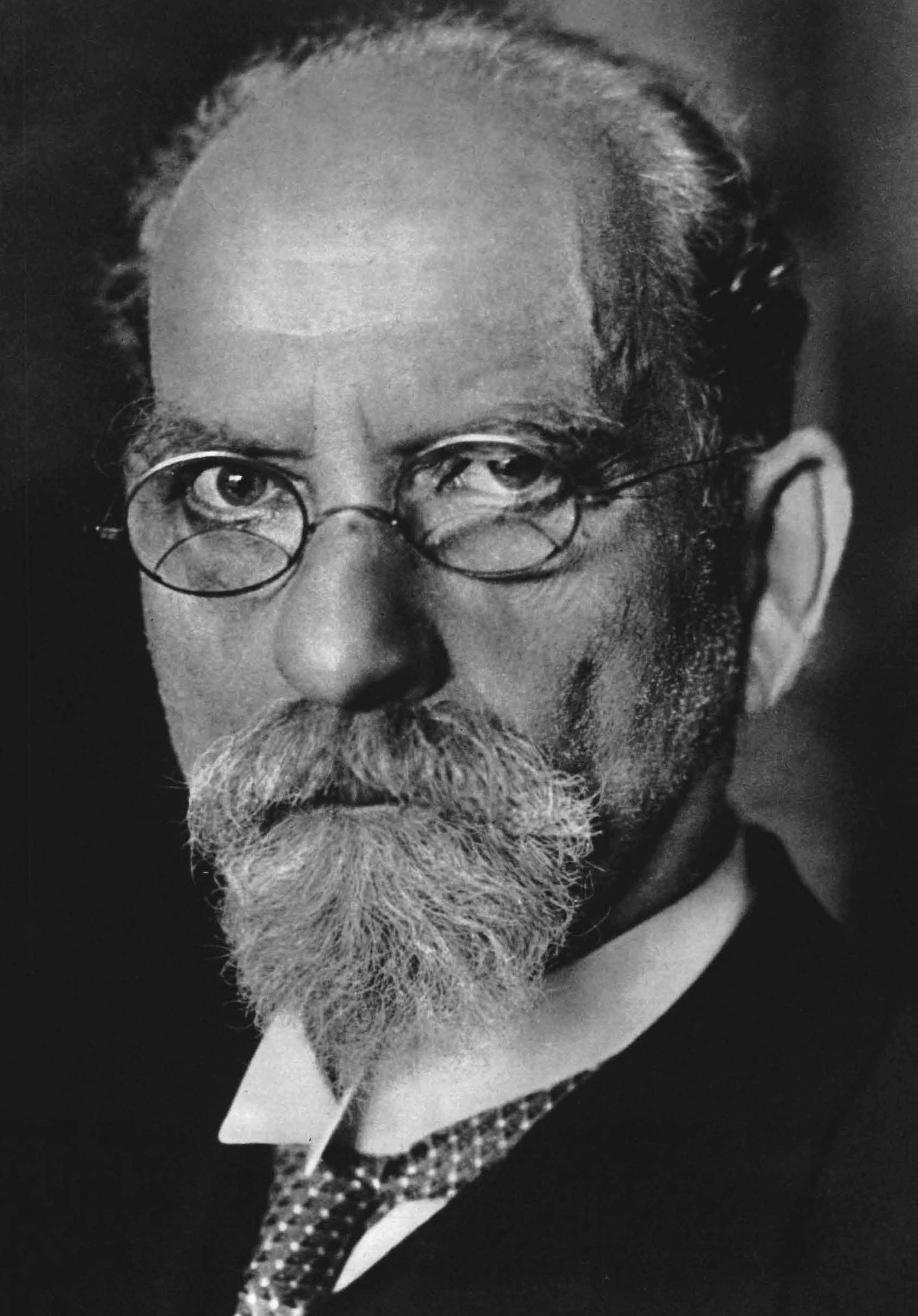
Edmund Husserl

Il concetto di Lebenswelt (in italiano 'Mondo vitale' o, più spesso, 'Mondo della vita') rimanda al pensiero di Edmund Husserl e possiede, nell'ambito della filosofia fenomenologica, una caratteristica ambivalenza. 
Da un lato, significa l'universo dell'autoevidenza, come fondamento antropologico di ogni determinazione nella relazione dell'essere umano con il mondo, al contempo, però, contraddistingue anche il mondo della vita concreto, visibile e pratico. 
Questa ambivalenza introduce una distinzione nel significato di Lebenswelt che separa nettamente tra un mondo della vita astorico e uno mutabile e storico, tra quello universale e quello concreto, tra singolare e mutabile storicamente, diventando, in questo modo, sia la base della critica sia, allo stesso tempo, l'oggetto stesso dell'indagine. 
Su questa base, attraverso l'uso e la tradizione, si sviluppano differenti variazioni di significato del termine. 
Il mondo della vita può acquistare un significato dal punto di vista della teoria della conoscenza in una prospettiva ontologica, oppure indicare, ma nell'ambito del mondo dell'esperienza individuale, la sfera autoevidente dell'agire tradizionale o comprendente anche l'ambiente socio-culturale già da sempre dato storicamente.
Dal punto di vista sociologico la Lebenswelt può anche essere considerata come fondamento per ogni conoscenza scientifica e può essere studiata nella sua struttura sia come l'insieme di mondi vitali storici presenti sullo sfondo sia come esperienza e percezione del senso del mondo condivisa da tutti gli esseri umani e precedente ad ogni altra esperienza. 
Alfred Schütz, ricollegandosi a Husserl, introduce il concetto di Lebenswelt nell'analisi sociologica. L'ambiguità originaria del termine si ripresenta anche nell'uso quotidiano. La quotidianità, il mondo del "chiunque", va inteso nel senso della "realtà distinta" presente dinnanzi a noi, che viene accettata in modo aproblematico e immediato. Rappresenta il fondamento non riflesso di qualsiasi avvenimento. La quotidianità è già da sempre riferita ad un mondo culturale intersoggettivo nel quale tutti i fatti hanno una spiegazione (sono già interpretati), il che rende possibile (perché ne conferisce il senso) l'azione e l'esperienza nel mondo quotidiano. Il tipo di esperienza della comprensione della quotidianità viene definita da Schütz come "common sense", cioè la vita nella sua "spontanea naturalezza".   
Quotidianità, oppure Lebenswelt, devono essere qui soprattutto considerati, da un lato, come costituenti il mondo del senso creato culturalmente e, dall'altro lato, come base per ogni percezione o comprensione di un dato ambiente socioculturale e delle conseguenti modalità di conoscenza. La quotidianità è quindi, allo stesso momento, oggetto dell'indagine e base ontologica per la critica di modalità alternative della conoscenza.